# Chamaecrista cytisoides
Chamaecrista cytisoides är en ärtväxtart som först beskrevs av Louis-Théodore-Frédéric Colladon, och fick sitt nu gällande namn av Howard Samuel Irwin och Rupert Charles Barneby. Chamaecrista cytisoides ingår i släktet Chamaecrista och familjen ärtväxter. IUCN kategoriserar arten globalt som livskraftig.

## Underarter
Arten delas in i följande underarter:
- C. c. blanchetii
- C. c. brachystachya
- C. c. confertiformis
- C. c. cytisoides
- C. c. decora
- C. c. micrantha
- C. c. unijuga